# آرمادیلوی هفت‌نواره
آرمادیلوی هفت‌نواره (نام علمی: Dasypus septemcinctus) نام یک گونه از سرده پشمینه‌پاها است.